# Narthecius arizonicus
Narthecius arizonicus is een keversoort uit de familie dwergschorskevers (Laemophloeidae). De wetenschappelijke naam van de soort werd in 1992 gepubliceerd door Roger Dajoz.